# 奈良県の図書館一覧
奈良県の図書館一覧（ならけんのとしょかんいちらん）は、奈良県内にある図書館の一覧である。（学校図書館を除く。）

## 県立図書館
- 奈良県立図書情報館

## 市町村立図書館

### 北西部

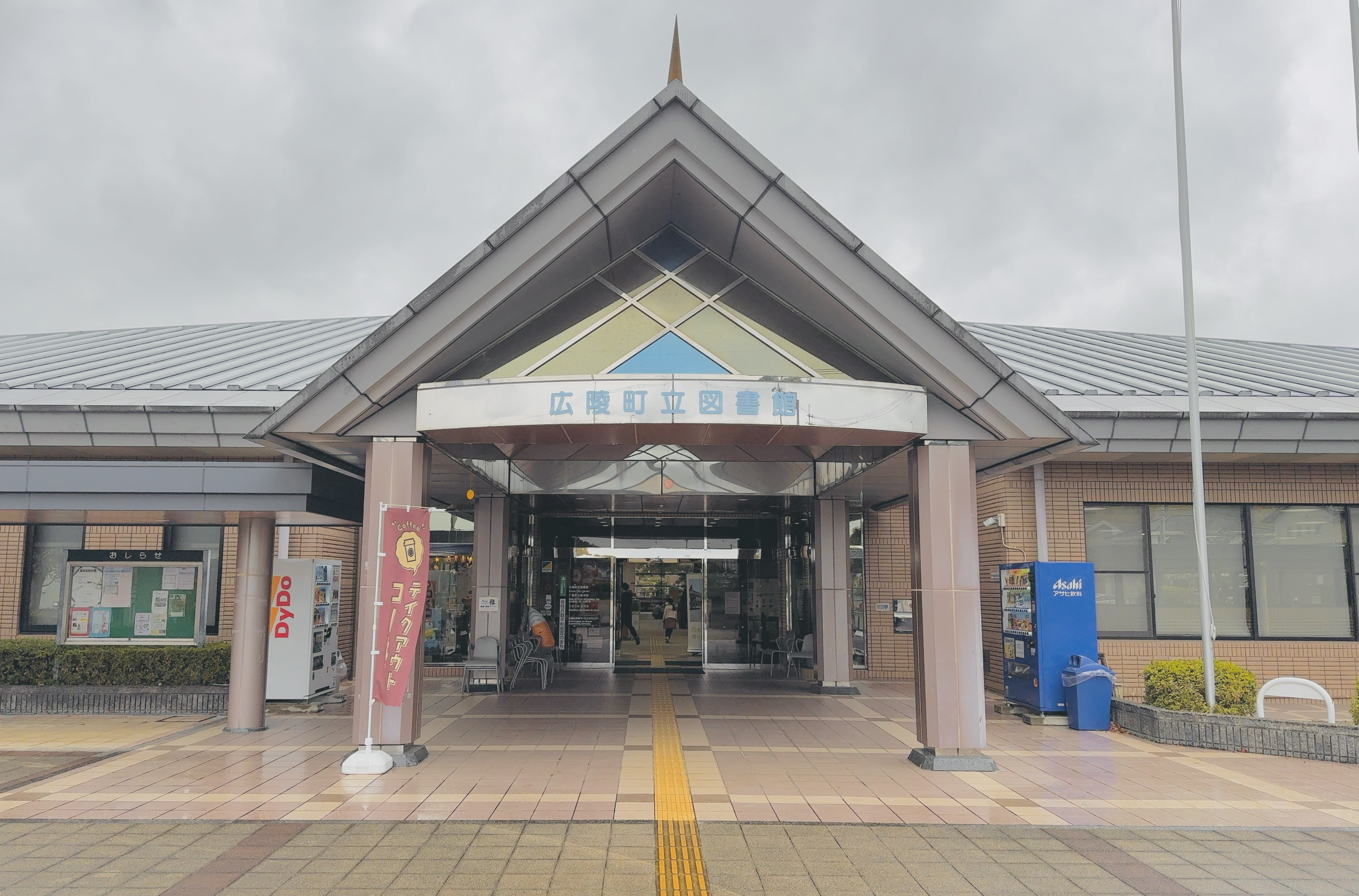
広陵町立図書館

- 奈良市立図書館
  - 奈良市立中央図書館
  - 奈良市立北部図書館
  - 奈良市立西部図書館

- 生駒市図書館
  - 生駒市図書館（本館）
  - 生駒市図書館北分館
  - 生駒市図書館南分館
  - 生駒駅前図書室「木田文庫」
  - 生駒市鹿ノ台ふれあいホール図書室

- 香芝市民図書館

- 葛城市立図書館
  - 葛城市立新庄図書館
  - 葛城市立當麻図書館

- 大和郡山市立図書館
- 大和高田市立図書館

生駒郡
- 安堵町福祉保健センター図書室
- 斑鳩町立図書館
- 三郷町立図書館
- 平群町立図書館

北葛城郡
- 王寺町立図書館
- 河合町立図書館
- 上牧町立図書館
- 広陵町立図書館

### 中部
- 橿原市立図書館
- 桜井市立図書館
- 天理市立図書館

磯城郡
- 川西町立図書館
- 田原本町立図書館

高市郡
- 明日香村中央公民館図書室
- 高取町リベルテホール図書室

### 東部
- 宇陀市立図書館
  - 宇陀市立中央図書館
  - 宇陀市立大宇陀図書館

### 南部
- 五條市立図書館
- 御所市立図書館

吉野郡
- 大淀町立図書館
- 川上村立図書館
- 上北山村教育委員会（村民総合会館図書室）
- 下市町立図書館
- 吉野町中央公民館（図書室）